# Тшебошовиці
Тшебошовиці (пол. Trzeboszowice) — село в Польщі, у гміні Пачкув Ниського повіту Опольського воєводства.
Населення — 695 осіб (2011).

## Демографія
Демографічна структура станом на 31 березня 2011 року:
|          | Загалом | Допрацездатний вік | Працездатний вік | Постпрацездатний вік |
| -------- | ------- | ------------------ | ---------------- | -------------------- |
| Чоловіки | 342     | 60                 | 255              | 27                   |
| Жінки    | 353     | 69                 | 215              | 69                   |
| Разом    | 695     | 129                | 470              | 96                   |

## Уродженці
- Георг Абессер (1889—1977) — німецький військовий медик, генерал-майор медичної служби вермахту.